# Semiónovka (Bélgorod)
|  | Per a altres significats, vegeu «Semiónovka». |

Semiónovka - Семёновка (rus) - és un poble de l'óblast de Bélgorod, a Rússia. El 2010 tenia 112 habitants. Pertany al districte (raion) de Novi Oskol.